# Lothar de Maizière
Pour les articles homonymes, voir Maizière.
Lothar de Maizière, né le 2 mars 1940 à Nordhausen, est un homme politique allemand, membre de la CDU est-allemande, premier et dernier Premier ministre démocratiquement élu de la RDA du 12 avril au 2 octobre 1990, après les premières élections libres dans l'ancienne Allemagne de l'Est.

## Biographie

### Origines et études
Il est né à Nordhausen (Thuringe, ultérieurement incluse dans la zone d'occupation soviétique puis la RDA), Lothar de Maizière est un descendant d'une famille huguenote : ses aïeux originaires de Maizières-lès-Metz ayant fui le royaume de France après la révocation de l’édit de Nantes par lequel, le 17 octobre 1685, Louis XIV interdit l’exercice du culte protestant. Il est le fils du juriste Clemens de Maizière. Son oncle Ulrich de Maizière fut inspecteur général de l'armée ouest-allemande, tandis que son cousin Thomas de Maizière fut ministre CDU de la Saxe, occupait la fonction de ministre fédéral de la Défense dans le gouvernement Merkel II et ministre fédéral de l'intérieur dans le gouvernement Merkel III.
Il étudie d'abord l'alto à Berlin, se destinant à une carrière de musicien puisqu'il joue dans le Konzerthausorchester Berlin. Puis, il finit par étudier le droit afin de devenir avocat.

### Carrière politique
En 1990 il est élu à la Volkskammer (« Chambre du peuple »), le parlement de la RDA en tant que membre de la CDU est-allemande, au cours des premières et uniques élections libres et démocratiques qu'aura connues le pays. Il est adjoint du ministre-président et ministre des Questions religieuses au sein du cabinet Modrow. Il succède à Hans Modrow au poste de président du Conseil des ministres et de ministre des Affaires étrangères, dirige le premier gouvernement démocratiquement élu d'Allemagne de l'est et conserve ce poste jusqu'à la veille de la réunification allemande, le 2 octobre 1990. En tant que président du Conseil, il négocie les détails de la réunification avec son homologue de l'ouest, Helmut Kohl.  
Après la réunification de l'Allemagne, il est nommé ministre fédéral avec attributions spéciales dans le gouvernement chrétien-démocrate d'Helmut Kohl. Mais, accusé d'avoir travaillé pour la Stasi, la police politique de l'ex-RDA, il est contraint de démissionner en 1991.